# Брі Тернер
Брі Ніко́ль Тернер (англ. Bree Nicole Turner; нар. 10 квітня 1977, Пало-Альто, Каліфорнія, США) — американська акторка і танцівниця. Найбільш відома за виконання ролі Розалі Калверт у фентезійному т/с Грімм. 

## Ранні роки
Тернер народилася 10 березня 1977 року в хартійному місті Пало-Альто, штат Каліфорнія. Виховувалась разом із трьома молодшими братами батьком Кевіном Тернером, який був колишнім гравцем у американський футбол і грав за кілька команд, і матір’ю-домогосподаркою. 
Тернер зацікавилася акторською майстерністю під час навчання в школі Монте-Віста і з’являлася в різних шкільних п’єсах. У 1994 році її проголосили королевою випускного вечора. Потім вона вступила до Королівського коледжу в Лондоні, пізніше перевелася в Каліфорнійський університет у Лос-Анджелесі.
У 1997 році Брі отримала ступінь бакалавра театральних мистецтв і вирішила зосередитися на акторській кар’єрі.

## Кар'єра
Свою першу роль Тернер отримала у комедійному фільмі 1996 року Поява Данстона. Вона епізодично зіграла французьку дівчину. Перша самостійна малопомітна роль у кінематографі — роль Еллісон у комедії Чоловік за викликом (1999). На телебаченні Тернер того ж року отримала головну роль Тіни у молодіжному т/с MTV ФАКультет. Брі також знімалася у телевізійній рекламі для Gap і Dr. Pepper.
Оскільки Тернер — професійна танцюристка, вона часто грала цю роль у фільмах —  Великий Лебовскі (1998), Це все вона (1999) і Остін Паверс: Шпигун, який мене звабив (1999). Пізніше отримала ролі у фільмах Організатор весілля (2001), Пригоди Джо Замазури (2001), Американський пиріг 2 (2001). Проте у цих проектах акторка часто не потрапляла навіть до другорядного складу.
Ситуація дещо змінюється у 2004 році. Тернер отримала головну роль уболівальниці у комедії Добийся успіху знову. У наступному році її номіновано на премію DVD Exclusive Awards за найкращу жіночу роль у фільмі з прем'єрою на DVD.
Тернер знялася у незалежних проектах, включаючи музично-романтичну драму Справжній вініл (2000) і реслінг-драму «Пси на дворі».
На телебаченні Тернер отримала епізодичні ролі в ситкомах Моеша, Спін-Сіті, поліцейській драмі Мертва справа.
У 2012 році Тернер отримала другорядну роль Розалі Калверт у темнофентезійному т/с «Грімм», яка і зробила її відомою. Спочатку її найняли для п’яти епізодів наприкінці першого сезону, проте і Брі, і Розалі були настільки добре прийняті шанувальниками шоу, що її статус був підвищений ще до закінчення сезону. З другого сезону Брі увійшла до основного складу. Телесеріал завершився шостим сезоном у 2017 році.

## Особисте життя
У неї каштанове волосся та карі очі. Зріст акторки — 1,73 м.
У 2008 році вийшла заміж за хірурга-ортопеда Джастіна Саліманав у готелі Casa Del Mar в Санта-Моніці. Народила свою першу дитину у віці 33 років, доньку Стеллу Джин Саліман, 29 червня 2010 року. 12 вересня 2012-го народила другу дитину, сина Діна Тернера Салімана. Батько обоїх дітей — Джастін Саліман.
У березні 2018 року Тернер подала на розлучення, посилаючись на непримиренні розбіжності. Згідно з документами, вона вимагала спільної юридичної та фізичної опіки над їхніми двома дітьми.
Станом на березень 2021 року, її статки оцінювалися у понад 3 мільйони доларів.

## Фільмографія
| Рік  |   | Українська назва                         | Оригінальна назва                     | Роль                      |
| ---- | - | ---------------------------------------- | ------------------------------------- | ------------------------- |
| 1996 | ф | Появляется Данстон                       | Dunston Checks In                     | француженка               |
| 1997 | ф | My Best Friend's Wedding                 | My Best Friend's Wedding              |                           |
| 1998 | ф | Великий Лебовські                        | The Big Lebowski                      | танцюристка               |
| 1999 | ф | Це все вона                              | She's All That                        | танцюристка               |
| 1999 | ф | Остін Паверс: Шпигун, який мене спокусив | Austin Powers: The Spy Who Shagged Me | танцюристка               |
| 1999 | с | ФАКультет                                | Undressed                             | Тіна                      |
| 1999 | ф | Чоловік за викликом                      | Deuce Bigalow: Male Gigolo            | Елісон                    |
| 2001 | ф | Весільний переполох                      | The Wedding Planner                   | Трейсі                    |
| 2001 | ф | Американський пиріг 2                    | American Pie 2                        | Лейсі Біман               |
| 2002 | ф | Хлопці з жіночого гуртожитку             | Sorority Boys                         | Тіфані                    |
| 2002 | с | Спін-Сіті                                | Spin City                             | Трейсі Крендол            |
| 2003 | с | Мертва справа                            | Cold Case                             | Элен Кьортіс/Элен Пірсонс |
| 2004 | ф | Добийся успіху знову                     | Bring It On Again                     | Тіна                      |
| 2005 | с | Лас-Вегас                                | Las Vegas                             | Дженні                    |
| 2005 | с | Майстри жахів                            | Masters of Horror                     | Элен                      |
| 2006 | ф | Поцілунок на щастя                       | Just My Luck                          | Дена                      |
| 2008 | с | Розмовляюча з привидами                  | Ghost Whisperer                       | Елізабет                  |
| 2009 | ф | Гола правда                              | The Ugly Truth                        | Джой                      |
| 2010 | с | Правила спільного життя                  | Rules of Engagement                   | Хізер                     |
| 2011 | с | Виховуючи Хоуп                           | Raising Hope                          | С'юзан                    |
| 2012 | с | Менталіст                                | The Mentalist                         | Айріс Поршетто            |
| 2012 | с | Грімм                                    | Grimm                                 | Розалі Калверт            |
| 2012 | ф | В хлам                                   | Smashed                               | Фріда                     |

## Нагороди
В акторки відсутні нагороди, проте є 1 номінація:
| Нагороди | Нагороди             | Нагороди                                           | Нагороди             | Нагороди  |
| Рік      | Нагорода             | Категорія                                          | Місце роботи         | Результат |
| -------- | -------------------- | -------------------------------------------------- | -------------------- | --------- |
| 2005     | DVD Exclusive Awards | Найкраща жіноча роль (у фільмі з прем'єрою на DVD) | Добийся успіху знову | Номінація |